# Jalalpur Pirwala
Jalalpur Pirwala (en ourdou : جلالپُور پِيروالا) est une ville pakistanaise, située dans le district de Multan, dans la province du Pendjab.

## Géographie
La ville est à environ 85 km au sud de Multan.

## Démographie
La population de la ville a été multipliée par près de six entre 1972 et 2017 selon les recensements officiels, passant de 12 140 habitants à 67 651. Entre 1998 et 2017, la croissance annuelle moyenne s'affiche à 4,0 %, bien supérieure à la moyenne nationale de 2,4 %. Selon le recensement de 2023, la population de la ville monte à 89 679 habitants.
Près de 84 % des habitants parlent le saraiki, tandis qu'environ 12 % des habitants ont l'ourdou pour langue maternelle et 3 % le pendjabi.
Essentiellement musulmane, la ville inclut une toute petite minorité chrétienne, comptant moins de 300 fidèles.
Le taux d'alphabétisation de la ville s'élève à 59 % en 2023 (contre une moyenne nationale de 61 %), dont 65 % pour les hommes et 53 % pour les femmes.
|            | 1972 (rec.) | 1981 (rec.) | 1998 (rec.) | 2017 (rec.) | 2023 (rec.) |
| ---------- | ----------- | ----------- | ----------- | ----------- | ----------- |
| Population | 12 140      | 15 864      | 32 219      | 67 651      | 89 679      |